# Bosnia și Herțegovina la Concursul Muzical Eurovision 2010
Bosnia și Herțegovina participă la concursul muzical Eurovision 2010. Reprezentantul acestui stat a fost ales printr-un proces intern. Concursul a fost câștigat de Vukašin Brajić, care va interpreta melodia Thunder and Lightning.